# 苏家屯区
苏家屯区是辽宁省沈阳市下辖的市辖区。位于沈阳的母亲河——浑河的南岸，距沈阳市中心16公里，与抚顺、本溪和辽阳三城市接壤。聚居着汉、满、蒙、回、锡伯、朝鲜等13个民族。區人民政府駐翠柏路14號。

## 行政区划
苏家屯区下辖12个街道办事处：
解放街道、民主街道、中兴街道、林盛街道、沙河街道、十里河街道、陈相街道、永乐街道、佟沟街道、八一红菱街道、沈水街道和白清姚千街道。

## 人口
根據第七次人口普查數據，截至2020年11月1日零時，蘇家屯區常住人口為524336人。

## 特产
永乐葡萄：中国地理标志产品。

## 參看
- 蘇家屯事件